# Lambertus Carsten
Lambertus Carsten (Hoogeveen, 10 mei 1820 - Meppel, 15 januari 1868) was een Nederlandse burgemeester en notaris.

## Leven en werk
Carsten was een zoon van de schulte van Hoogeveen en gedeputeerde van Drenthe mr. Hugo Christiaan Carsten en Alberta Lamberdina Kniphorst. Hij studeerde rechten aan de universiteit van Groningen en promoveerde aldaar in 1844. Van 1843 tot 1846 was hij burgemeester van Ruinen. In 1846 werd hij benoemd tot burgemeester van Hoogeveen in de voetsporen van zijn oudere broer Hendrik Jan, die hier van 1842 tot 1843 burgemeester was. Hij vervulde deze functie van 1846 tot 1854. In 1854 vestigde hij zich als notaris te Meppel. Op 5 augustus 1855 trouwde hij te Meppel met Maria Petronella Slot, dochter van de wijnhandelaar Jacobus Jan Slot en Anna Maria Prins. Carsten overleed in januari 1868 op 47-jarige leeftijd te Meppel.